# Michel Pautot
Michel Pautot est un avocat français, né le 23 décembre 1972 à Bastia (Corse). 

## Biographie
Il est docteur en Droit (thèse de doctorat sur « Le sport et l’Europe ») et a gagné le procès de la basketteuse polonaise Lilia Malaja (empêchée en 1999 de jouer à Strasbourg au motif que le club alsacien comptait déjà deux « extra-communautaires »). L'arrêt Malaja du Conseil d’État du 30 décembre 2002 rendu à l'encontre de la Fédération française de basket-ball est considéré comme le point de départ d'une véritable révolution dans le sport professionnel européen. 
Résolument contre cet arrêt, Sepp Blatter, le président de la Fédération Internationale de Football, a plaidé pour la réintroduction de quotas de joueurs étrangers dans les équipes européennes et considère l’arrêt Malaja comme « un arrêt Bosman à la puissance dix »,, .
Avocat de sportifs et de structures sportives (il est inscrit à l’Ordre des Avocats du Barreau de Marseille depuis 1997), Michel Pautot est donc à l’origine de l’arrêt Malaja,  qui a bouleversé le sport professionnel européen en étendant l’arrêt Bosman à une centaine de nouveaux pays. Conforté le 8 mai 2003 par l'arrêt Kolpak puis l'arrêt Simutenkov  du 12 avril 2005 rendus par la Cour de justice des Communautés européennes (CJCE), l'arrêt Malaja a facilité la mondialisation du sport.
Il est régulièrement interviewé par la presse au sujet des questions juridiques liées au sport (L’Équipe Magazine l’a interviewé le 28 mai 2005 au sujet des dispositions de la Constitution européenne concernant le sport) , . 
En 2008, il a défendu les intérêts du Dynamo Moscou devant le Tribunal Arbitral du Sport et a plaidé en partie civile dans l’affaire des violences des footballeuses du Celtic. Le 8 mai 2008, il a pris position contre le « 6+5 » de la Fédération Internationale de Football qui consiste à réintroduire des quotas de joueurs étrangers dans les équipes de football. 
Il anime le bulletin d’informations juridiques sportives Légisport et le site internet "legisport.com" . Il publie annuellement une étude « Sport et nationalités » dont les chiffres sont repris dans la presse nationale et internationale. Il intervient dans des formations consacrées au droit et au management du sport, dans des instituts, facultés et colloques. Il a participé à des congrès internationaux sur le droit du sport en France et à l’étranger (Allemagne, Belgique...).

## Distinctions
- Chevalier de l'ordre des Palmes académiques
- Médaille de la jeunesse, des sports et de l'engagement associatif, argent